# ماسیمو برتا
ماسیمو برتا (انگلیسی: Massimo Berta; ۴ مارس ۱۹۴۹ – ۱۸ مهٔ ۲۰۲۰) بازیکن فوتبال اهل ایتالیا بود.
از باشگاه‌هایی که در آن بازی کرده‌است می‌توان به باشگاه فوتبال فوجا، باشگاه فوتبال رجانا، و باشگاه فوتبال آلساندریا اشاره کرد.